# Matthias Akeo Nowak

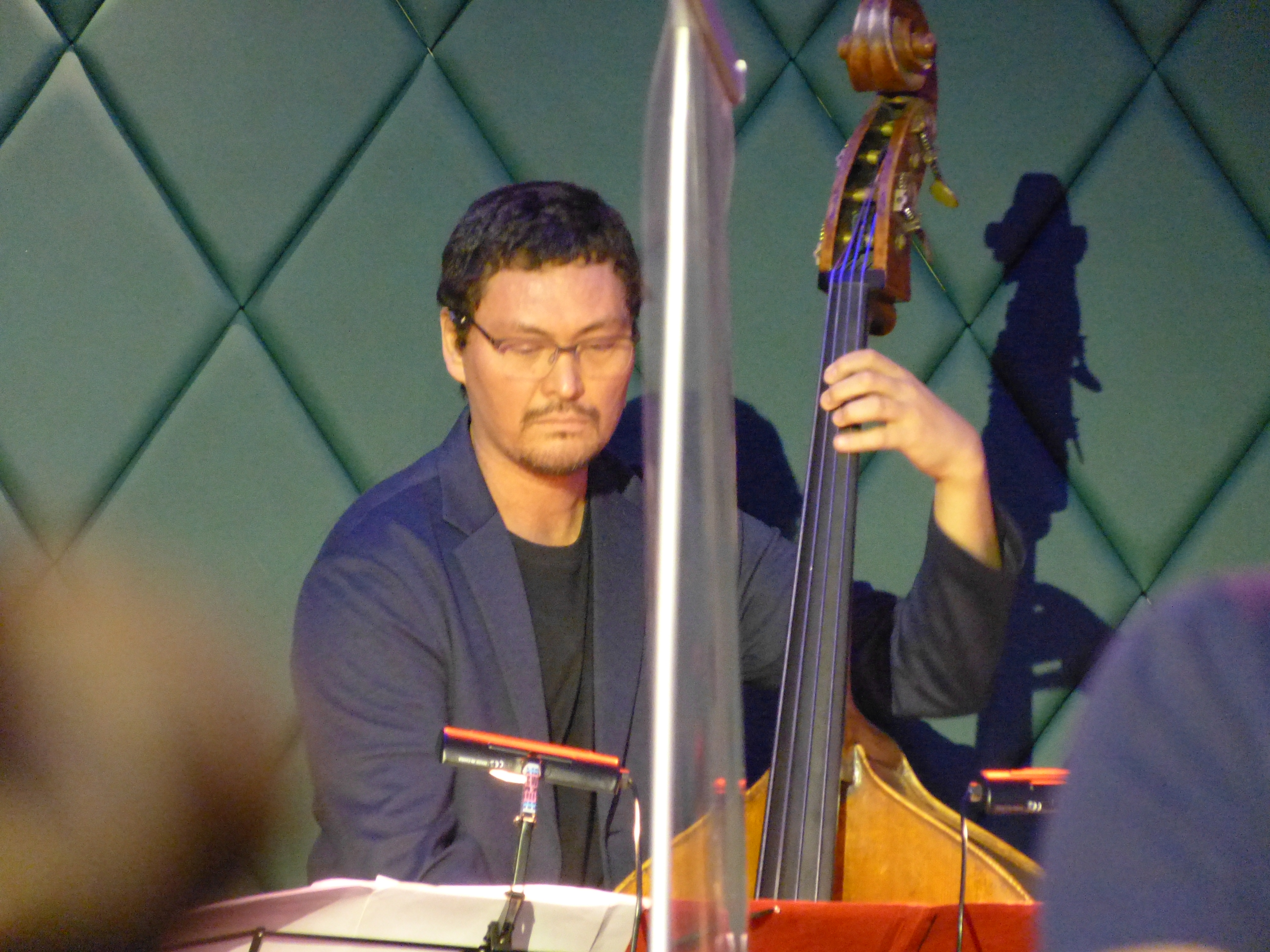
Matthias Akeo Nowak (2020)

Matthias Akeo Nowak (* 19. Mai 1976 in Berlin) ist ein deutscher Jazz-Musiker (Kontrabass).

## Leben und Wirken
Nowak studierte Orchestermusik und Jazz an der Hochschule für Musik und Darstellende Kunst Mannheim und am New Yorker Queens College. Er nahm an Masterclasses bei Charlie Haden, Drew Gress und Eric Harland teil. Als Mitglied der Jungen Deutschen Philharmonie und der Jungen Österreichischen Philharmonie trat er im In- und Ausland auf. Gunter Hampel holte ihn als Bassist in seine „Next Generation“. Von 1999 bis 2008 spielte er in der Gruppe Triosence, mit der er 2001 den Wettbewerb Jugend jazzt gewann und mehrere Alben einspielte.
Nowak gründete 2010 sein Koi Trio. Er ist Teil der Kölner Jazzszene, arbeitete mit Musikern wie John Ruocco, Jürgen Friedrich, Dejan Terzic, Rudi Mahall, Christopher Dell, Peter Ehwald, Gary Fuhrmann und Oliver Leicht sowie spielte bei Paragon, im Quartett des belgischen Saxofonisten Daniel Daemen, bei Eva Mayerhofer, Laia Genc, Angelika Niescier, Martin Schulte, in Stefan Schultzes Large Ensemble und in Tobias Christls Wildern. Konzertreisen führten ihn nach Albanien, Frankreich, Luxemburg, England, Italien, USA und Indien. Er ist auf internationalen Festivals wie dem Jazz Festival Willisau aufgetreten. Auch ist er auf Alben von Johannes Repka, Caroline Thon, Tobias Hoffmann, Lars Duppler, Peter Ehwald (Septuor de grand matin) oder Jonas Sorgenfrei zu hören.

## Diskographische Hinweise

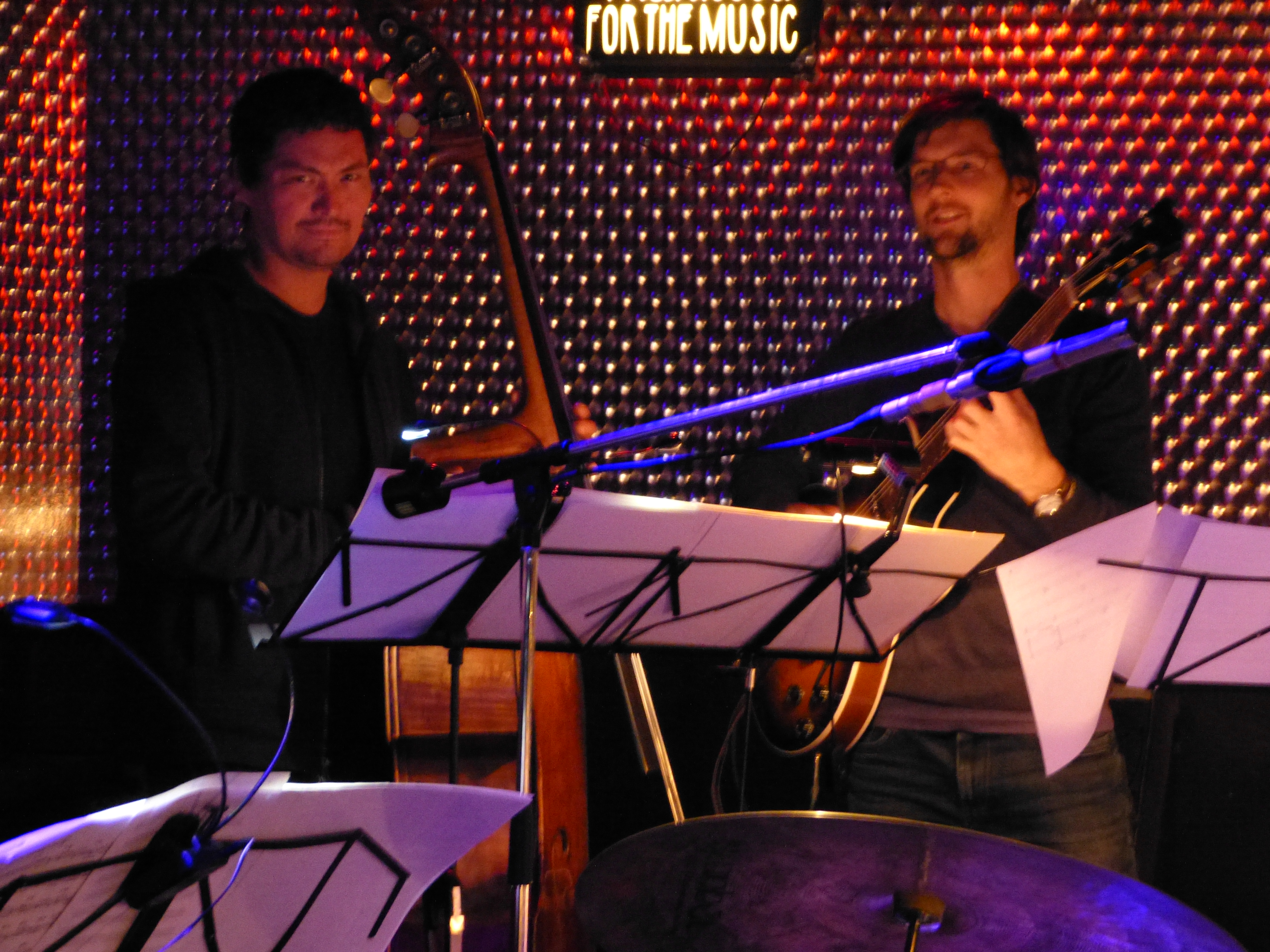
Matthias Akeo Nowak und Philipp Brämswig (g) im Subway (2019)

- Triosence First Enchantment (Mons Records 2002, mit Bernhard Schüler, Stephan Emig)
- Koi Trio (Personality 2012, mit Riaz Khabirpour, Oliver Rehmann)[2]
- Koi Trio feat. Sebastian Gille/Rainer Böhm: Light Blue (Float Music 2014, mit Riaz Khabirpour, Oliver Rehmann)[3]
- Matthias Akeo Nowak, Bill Elgart, Sebastian Gille & Achim Kaufmann: Common Ground (jazzwerkstatt 2018)
- Matthias Akeo Nowak/Koi Septet: How Does Origami Sound (jazzwerkstatt 2021, mit Shannon Barnett, Matthew Halpin, Stefan Karl Schmid, Simon Seidl, Riaz Karbipour, Oliver Rehmann)[4]